# Frente Nacional para la Implementación de la Constitución
El Frente Nacional para la Implementación de la Constitución (en estonio: Põhiseaduse Elluviimise Rahvarinne, PER) fue un movimiento político nacionalista estonio. Para todos los propósitos, fue una versión ampliada de la gobernante Liga Patriótica, el cual en entonces era el único partido político legal del país.

## Historia
En 1936—dos años después del autogolpe de Estado realizado por Konstantin Päts en 1934—la Liga Patriótica se había establecido como el único partido político legal del país. Una Asamblea Nacional fue elegida en 1936, para aprobar una nueva constitución. Previo a las elecciones parlamentarias de 1938, la Liga Patriótica estableció el Frente Nacional para competir las elecciones, que no eran consideradas libres ni justas. El PER fue la única organización en participar en las elecciones, aunque se le dio permiso a los candidatos independientes de participar. El PER obtuvo 64 de los 80 escaños del Parlamento, de los cuales 8 de ellos lo obtuvieron sin oposición.
Durante la Segunda Guerra Mundial, la Unión Soviética tomó el control del país en 1940, y prohibió todo aquel partido político que no fuese comunista.